# 진술거부권
진술거부권(陳述拒否權) 또는 묵비권(默秘權)은 형사소송법상 소송관계인이 신문, 심문 또는 질문에 대하여 진술을 하지 아니하거나 거부할 수 있는 권리를 말한다. 당사자 평등의 원칙에 따라 취하고 있는 권리로서 이익·불이익을 불문하고 일체 침묵할 수 있는 권리이다. 따라서 강요에 의한 진술은 증거로 채택되지 않는다.
피고인은 공판정에서의 각 개의 신문에 대하여 이익·불이익을 불문하고 진술을 거부할 수 있고, 검사 또는 사법경찰관이 수사상으로 피의자 진술을 들을 때에는 미리 그 진술을 거부할 수 있음을 알리도록 하여 피의자의 진술거부권을 보장하고 있다.
대한민국 헌법은 '모든 국민은 형사상 자기에게 불리한 진술을 강요당하지 아니한다'라고 규정하여 진술거부권을 국민의 기본적 인권으로 보장하고 있다(헌법 제12조 제2항).
법원에 출석할 때 신분증을 소지하라는 피고인 소환장을 송달한 재판장인 판사는 공개된 법정에서 재판을 개시하면서 이를 고지하고 인정 심문에서 피고인의 주민등록번호나 생년월일과 주소 등을 물어서 답하게 하는데 극히 예외적으로 피고인이 이의를 제기하면 "진술을 하지 아니할 수 있다"고 말하는 것을 제외하고 모두 자신의 개인정보를 말한다.
진술거부권을 들어 수사기관의 피의자 출석요구를 거부하면 경찰관 앞에서만 진술거부할 수 있다는 답변을 하거나 법원 재판에서 출석거부를 하면 괘씸죄의 가능성이 있어 권리행사에 따른 불이익의 여부는 논란이 있다.

## 한국의 형사소송법
|                                                                     |
| 형사소송법                                                          |
| 이념과 구조                                                         |
| 무죄 추정의 원칙 · 자백배제법칙 · 전문법칙                          |
| 증거보전청구권 · 형사보상청구권 · 독수독과이론                      |
| 실체적 진실주의 · 적정절차 · 신속한 재판의 원칙                     |
| 진술거부권 · 접견교통권 · 증거개시제도                              |
| 열람등사권 · 위법수집증거배제법칙                                   |
| 법원                                                                |
| 제척 · 기피 · 회피 · 관할 · 파기환송 · 파기이송 · 파기자판 · 법관   |
| 피고인과 변호인                                                     |
| 피고인 · 변호인 · 성명모용자 · 공동피고인 · 국선변호인 · 법정대리인 |
| 검사                                                                |
| 기소독점주의 · 검사 동일체의 원칙                                   |
| 수사                                                                |
| 함정수사 · 불심검문 · 임의동행 · 동행요구 · 사법경찰관              |
| 구속                                                                |
| 구속영장 · 체포영장                                                 |
| 증거법                                                              |
| 정황증거 · 전문증거 · 진술조서 · 진술서 · 실황조사서 · 검증조서     |
| 진술 · 증인                                                         |
| 재판                                                                |
| 공소장 · 공소장일본주의                                             |
| 고소 · 고발 · 고소불가분의 원칙 · 자수                              |
| 상소                                                                |
| 항소, 상고 & 비상상고                                               |
| 다른 7법 영역                                                       |
| 헌법 · 민법 · 형법                                                  |
| 민사소송법 · 형사소송법 · 행정법                                    |
| 포털: 법 · 법철학 · 형사정책                                        |
| v • d • e • h                                                       |

제283조의 2 제2항은 '재판장은 피고인에게 진술하지 아니하거나 개개의 질문에 대하여 진술을 거부할 수 있음을 고지하여야 한다'고 규정하고 있으며 제244조의 3은 '△형사소송법 제244조의3(진술거부권 등의 고지)
① 검사 또는 사법경찰관은 피의자를 신문하기 전에 다음 각 호의 사항을 알려주어야 한다.
1. 일체의 진술을 하지 아니하거나 개개의 질문에 대하여 진술을 하지 아니할 수 있다는 것
2. 진술을 하지 아니하더라도 불이익을 받지 아니한다는 것
3. 진술을 거부할 권리를 포기하고 행한 진술은 법정에서 유죄의 증거로 사용될 수 있다는 것
4. 신문을 받을 때에는 변호인을 참여하게 하는 등 변호인의 조력을 받을 수 있다는 것
②검사 또는 사법경찰관은 제1항에 따라 알려 준 때에는 피의자가 진술을 거부할 권리와 변호인의 조력을 받을 권리를 행사할 것인지의 여부를 질문하고, 이에 대한 피의자의 답변을 조서에 기재하여야 한다. 이 경우 피의자의 답변은 피의자로 하여금 자필로 기재하게 하거나 검사 또는 사법경찰관이 피의자의 답변을 기재한 부분에 기명날인 또는 서명하게 하여야 한다.

### 참고인
참고인에게 진술거부권을 고지할 필요는 없으나 참고인조사에 있어서도 고문금지와 진술거부권은 그대로 보장된다.

### 판례
- 피의자의 진술거부권은 헌법이 보장하는 형사상 자기에게 불리한 진술을 강요당하지 않는 자기부죄거부의 권리에 터잡은 것이므로 수사기관이 피의자를 신문함에 있어서 피의자에게 미리 진술거부권을 고지하지 않은 때에는 그 피의자의 진술은 위법하게 수집된 증거로서 진술의 임의성이 인정되는 경우에도 증거능력이 부인되어야 한다.[1]
- 현행 형사소송법 제314조의 문언과 개정 취지, 진술거부권 관련 규정의 내용 등에 비추어 보면, 피고인이 증거서류의 진정성립을 묻는 검사의 질문에 대하여 진술거부권을 행사하여 진술을 거부한 경우는 형사소송법 제314조의 ‘그 밖에 이에 준하는 사유로 인하여 진술할 수 없는 때’에 해당하지 아니한다고 할 것이다[2]
- 피고인을 수사했던 경찰관의 증인적격을 인정하는 것은 피고인의 진술거부권을 침해하는 것이 아니다[3]
- 변호인이 피의자나 피고인에게 진술거부권 행사를 권유하는 것은 변호사로서의 진실의무에 위배되지 않는다[4]

## 진술거부권을 고지하지 않고 한 수사행위
진술거부권을 고지하지 않은 진술을 녹취한 녹음테이프는 적법한 절차와 방식에 따라 적성된 것으로서 피고인의 진술한 내용과 동일하게 기재되어 있음이 공판준비 또는 공판기일에서의 피고인의 진술 또는 영상녹화물이나 그 밖의 객관적인 방법에 의하여 인정되고 특신상태가 증명된 때에 한하여 을의 공소사실을 인정할 증거가 될 수 있다.

## 진술거부와 양형판단
범죄사실을 단순히 부인하고 있는 것이 죄를 반성하거나 후회하고 있지 않다는 인격적 비난요소로 보아 가중적 양형의 조건으로 삼는 것은 결과적으로 피고인에게 자백을 강요하는 것이 되어 허용될 수 없다고 할 것이나, 그러한 태도나 행위가 피고인에게 보장된 방어권 행사의 범위를 넘어 객관적이고 명백한 증거가 있음에도 진실의 발견을 적극적으로 숨기거나 법원을 오도하려는 시도에 기인한 경우에는 가중적 양형의 조건으로 참작될 수 있다.

## 참고 문헌
- 손동권, 『형사소송법』, 세창출판사, 2010. (ISBN 8984112968)

## 같이 보기
- 대한민국 헌법 제12조
- 대한민국 형사소송법 제243조의2
- 대한민국 형사소송법 제244조의3
- 침묵 (법률)